# Abderrahman el-Youssoufi
Abderrahman El Youssoufi (en arabe : عبد الرحمن اليوسفي), né le 8 mars 1924 à Tanger et mort le 29 mai 2020 à Casablanca, est un homme d'État marocain.
Il fut le Premier ministre du 26e gouvernement du Maroc, appelé gouvernement d’alternance, du 4 février 1998  au 9 octobre 2002.

## Biographie

### Enfance et éducation
Il est né à Tanger le 8 mars 1924 et a longtemps habité dans le quartier de Dradeb à Tanger. Son père, Ahmed Youssoufi, est originaire de Dar Zhirou ( Fahs).
À 14 ans, il obtient son certificat d’études primaires et va poursuivre ses études à Marrakech puis passer son baccalauréat au lycée Moulay Youssef de Rabat, où il rencontre pour la première fois Mehdi Ben Barka qui est professeur de mathématiques au lycée Gouraud de Rabat et un des jeunes cadres du Mouvement national.

### Un jeune militant
Abderrahman el-Youssoufi est un militant historique du nationalisme marocain. Il adhère à l'âge de dix-neuf ans au parti de l'Istiqlal. Il est lié à Mehdi Ben Barka, de quatre ans son aîné, dont il restera toujours un proche.
À partir de son adhésion il se préoccupe particulièrement de la classe ouvrière à Casablanca (1944-1949). Il séjourne de 1949 à 1952 en France, où il obtient un DES (Diplôme d'études supérieures) de droit et de science politique. Lors de ce séjour, il se consacre à l'organisation de la classe ouvrière marocaine en France .
Il rentre à Tanger, où il devient avocat de sa juridiction (1952-1960) et bâtonnier de l'ordre des avocats de cette même juridiction (1959). Il poursuit également son activité politique à l'aile gauche de l'Istiqlal. Après la destitution de Mohammed V, il participe à l'organisation et à la direction du mouvement de résistance et de l'armée de libération (1953-1956).
Avec Mehdi Ben Barka, Mohamed Basri, Mahjoub Ben Seddik, Abderrahim Bouabid et Abdallah Ibrahim, il quitte l'Istiqlal pour créer l'Union nationale des forces populaires (UNFP), plus à gauche, le 6 septembre 1959. Il en préside le congrès constitutif. Aux côtés de Ben Barka, il devient un des principaux opposants au régime.

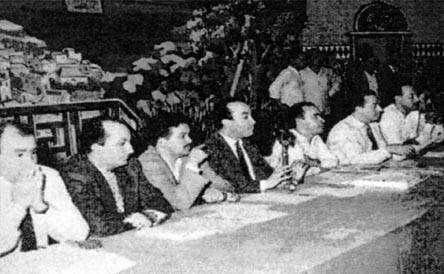
Au micro, A. Abderrahman el-Youssoufi, à sa droite M. Mohamed Basri, à sa gauche, MM. Mehdi Ben Barka, Abdelhadi Boutaleb, et Thami El Ouazzani.

### Les années d'opposition
Abderrahmane el-Youssoufi est arrêté en 1959 avec Mohamed Basri, rédacteur en chef et directeur d'At-tahrir, lors de la saisie d'un numéro de ce journal dans lequel le parti demande la responsabilité du gouvernement devant le peuple et non devant le roi. Il est inculpé pour offense au roi, incitation à un crime contre la sûreté intérieure de l'État et trouble à l'ordre public. Abderrahmane el-Youssoufi est relâché quelques jours plus tard.
Il est cependant condamné par contumace avec l’ensemble des membres de la commission administrative de l’UNFP en 1963  à deux ans de prison avec sursis  pour complot contre le régime. Après l'assassinat de Ben Barka en 1965, il part à Paris pour participer à l'organisation du procès ; il entame alors quinze ans d'exil en France. Durant cette période, il est poursuivi par contumace lors du grand procès de Marrakech, qui s’est déroulé entre 1969 et 1975, pour complot. Le procureur requiert contre lui la peine de mort.
Pendant ces quinze années d'exil, il adhère à un certain nombre d’ONG des droits humains, notamment l'Union des avocats arabes dont il est le secrétaire général adjoint de 1969 à 1990, l'Organisation arabe des droits humains, SOS Torture, l'Institut arabe des Droits de l'homme.
Après le congrès exceptionnel du parti de l'UNFP en 1975, ce dernier change de nom pour éliminer tout amalgame, et devient l'Union socialiste des forces populaires (USFP). El-Youssoufi est désigné par les instances du parti comme délégué permanent à l'extérieur. Il devient membre du bureau politique lors du troisième congrès du parti en 1978.
Gracié, il rentre au Maroc en août 1980. Douze ans après, en 1992, alors numéro deux du parti, il devient premier secrétaire après la mort d'Abderrahim Bouabid.

### Accession au pouvoir
Après deux ans d'exil volontaire à Cannes en 1993-1995, pour dénoncer le trucage électoral des législatives de 1993, Abderrahman Youssoufi revient au Maroc sous la pression de ses camarades et dans la perspective de nouvelles réformes démocratiques. Il reprend son poste de premier secrétaire, deux échéances sont au rendez-vous : organiser la campagne pour la réforme constitutionnelle et les élections anticipées.
Après les législatives de 1997 remportées par l'USFP, Abderrahmane el-Youssoufi est nommé Premier ministre du gouvernement d'alternance le 4 février 1998 par Hassan II, une responsabilité assumée jusqu’au lendemain des élections législatives du 27 septembre 2002, des législatives, qui en théorie devraient reconduire l'USFP à la tête du gouvernement, mais qui mènent le technocrate Driss Jettou, nommé par Mohammed VI, à la primature. Cette nomination est jugée par l'USFP comme un non-respect de la "méthodologie démocratique".
Le 28 octobre 2003, il démissionne de son poste de Premier secrétaire de l'USFP et quitte la scène politique.

## Vie privée
Il se marie avec Hélène qu'il rencontre pour la première fois en 1947 ,.

## Distinctions
- Grand cordon de l'ordre du trône (2002)[14].

## Décès
Il meurt le 29 mai 2020 à Casablanca où il est inhumé au cimetière Chouhada,,.

### Film documentaire
- Hamid Barrada et Najib Gouiaa, « Il était une foi : Abderrahmane Youssoufi » [vidéo], Des histoires et des hommes, sur YouTube, 2M, mars 2015